# 美花风毛菊
美花风毛菊（学名：Saussurea pulchella）为菊科风毛菊属的植物。分布于俄罗斯、日本、蒙古、朝鲜以及中国大陆的辽宁、黑龙江、北京、山西、河北、内蒙古、吉林等地，生长于海拔300米至2,200米的地区，多生于灌丛、林缘、草原和沟谷草甸，目前尚未由人工引种栽培。

## 别名
球花风毛菊（河北、山西、内蒙古）

## 异名
- Saussurea pulchella (Fisch.) Fisch. ex DC. f. subtomentosa (Kom.) Kitag.